# Bughindebetændelse
Bughindebetændelse (latin: Peritonitis) er en betændelsestilstand i bughinden (peritoneum). Bughinden er en tynd hinde, som dels dækker bugvæggens inderside og dels omgiver de indre organer i bughulen.
Betændelsen kan være både bakteriel og kemisk. Kemisk bughindebetændelse opstår, hvis der kommer mavesyre, galde, pancreassaft, urin eller blod ud i bughulen, f.eks. ved at der går hul på et mavesår. Bakteriel bughindebetændelse opstår, hvis der kommer bakterier ud i bughulen, f.eks. colibakterier fra tarmen eller streptokokker.
Symptomerne afhænger af om infektionen er lokaliseret eller diffus. De vigtigste symptomer er smerter og ømhed svarende til dér, hvor der er betændelse. Smerterne vil være konstante og forværres ved bevægelse.
Der vil være slipømhed og defense (reflektorisk kontraktion af mavemusklerne, udløst ved, at der trykkes på maven). Ofte vil der være kvalme, opkastning og temperaturstigning. Der kommer væske- og eventuelt pusansamling i bughulen, hvilket øger risikoen for dehydrering og shock.
Toksiner fra bakterierne kan samtidig føre til tarmslyng, sepsis, nyresvigt og utilstrækkelig vejrtrækning.
Behandlingen sigter mod dels at opretholde den blodcirkulationen og dels at fjerne årsagen til betændelsen. Det vil hovedsageligt bestå i væske- og elektrolytterapi for at modvirke hypovolæmisk shock, antibiotikabehandling og muligvis akut operation.

## Ekstern kilde/henvisning
- Hart Hansen, Ole & Søltoft, Jan: ”Mave- og tarmsygdomme – Basisbog”. Munksgaard Danmark, København 2002.

| Sygdom | Spire Denne artikel om sygdom er en spire som bør udbygges. Du er velkommen til at hjælpe Wikipedia ved at udvide den. |